# Аралколь (Северо-Казахстанская область)
Аралколь (каз. Аралкөл) — упразднённое село в Тимирязевском районе Северо-Казахстанской области Казахстана. На момент упразднения входило в состав Белоградовского сельского округа. Упразднено в 2005 г.

## География
Располагалось восточнее болота Аралколь, в 9,5 км (по прямой) к юго-востоку от села Мичурино.

## История
Указом ПВС Казахской ССР от 16.08.1971 года посёлку отделения № 4 совхоза «Мичуринский» присвоено наименование село Аралколь.

## Население
Согласно переписи 1989 года в селе проживало 142 человека, из которых казахи составляли 40 % населения, русские — 31 %. По данным переписи 1999 года в селе отсутствовало постоянное население.